# 彭水诗案
彭水诗案，是指2006年中国重庆市彭水县人秦中飞因作并用手机传发打油诗《沁园春·彭水》，被县公安局以涉嫌诽谤罪遭拘留调查的事件。事件还波及了100多名接收并转发该诗的人。事件被媒体披露后，彭水县公安局不得不承认错误，并对秦中飞作出了“国家赔偿”。

## 因诗惹祸
秦中飞，重庆市彭水县教委人事科科员。2006年8月秦收到朋友的短信：“彭水腐败何时了，往事知多少”的字眼，觉得《虞美人》不压韵，故采用词牌《沁园春》重新创作，并用手机发送给了十几个亲朋好友。该诗在彭水县教育界被迅速流传开，甚至传到县政府高层的手机上。领导怒斥此诗严重影响“安定团结”，并指示县公安局介入调查。
9月1日，彭水县公安局以涉嫌“诽谤罪”刑事拘留秦中飞，关押在看守所里。10天后，经过数次提审，公安局于9月11日对其正式下发逮捕令。

## 诗歌内容
诗歌提到彭水县近年来发生的几个轰动的社会事件，只要熟知彭水官场的人，都能从中解读到对当局者的某些领导的隐喻（词中提到“马儿”、“伟哥”和“华仔”，被指影射彭水县前任县委书记马平、现任县长周伟和县委书记蓝庆华）。全诗的内容如下：
|  | 沁园春·彭水 马儿跑远，伟哥滋阴，华仔脓胞。 看今日彭水，满眼瘴气，官民冲突，不可开交。 城建打人，公安辱尸，竟向百姓放空炮。 更哪堪，痛移民难移，徒增苦恼。 官场月黑风高，抓人权财权有绝招。 叹白云中学，空中楼阁，生源痛失，老师外跑。 虎口宾馆，竟落虎口，留得沙沱彩虹桥。 俱往矣，当痛定思痛，不要骚搞。 |

## 事件结果
10月24日，重庆市彭水县公安局对秦中飞涉嫌诽谤一案撤销案件，公安局承认此案件属于错案，并向其发放了2125.7元人民币的国家赔偿金，县委书记蓝庆华被免职。
后来，蓝庆华被调任重庆市统计局副局长。